# John McCarthy (ishockeyspelare)
John McCarthy, född 9 augusti 1986, är en amerikansk professionell ishockeyspelare som tillhör NHL-organisationen San Jose Sharks och spelar för deras primära samarbetspartner San Jose Barracuda i American Hockey League (AHL). Han har tidigare spelat på lägre nivåer för Chicago Wolves i AHL och Boston University Terriers (Boston University) i National Collegiate Athletic Association (NCAA).
McCarthy draftades i sjunde rundan i 2006års draft av San Jose Sharks som 202:a spelare totalt.

## Statistik
| 2003–2004   | St. John's Prep            | USHS        | 23  | 18 | 17 | 35  | 18  | —  | — | — | — | —  |
| 2004–2005   | Des Moines Buccaneers      | USHL        | 60  | 8  | 10 | 18  | 32  | —  | — | — | — | —  |
| 2005–2006   | Boston University Terriers | NCAA        | 32  | 2  | 2  | 4   | 12  | —  | — | — | — | —  |
| 2006–2007   | Boston University Terriers | NCAA        | 39  | 2  | 3  | 5   | 18  | —  | — | — | — | —  |
| 2007–2008   | Boston University Terriers | NCAA        | 38  | 4  | 3  | 7   | 24  | —  | — | — | — | —  |
| 2008–2009   | Boston University Terriers | NCAA        | 45  | 6  | 23 | 19  | 24  | —  | — | — | — | —  |
| 2009–2010   | San Jose Sharks            | NHL         | 4   | 0  | 0  | 0   | 0   | —  | — | — | — | —  |
|             | Worcester Sharks           | AHL         | 74  | 15 | 27 | 42  | 39  | 11 | 2 | 3 | 5 | 10 |
| 2010–2011   | San Jose Sharks            | NHL         | 37  | 2  | 2  | 4   | 8   | —  | — | — | — | —  |
|             | Worcester Sharks           | AHL         | 25  | 7  | 5  | 12  | 13  | —  | — | — | — | —  |
| 2011–2012   | San Jose Sharks            | NHL         | 10  | 0  | 0  | 0   | 10  | —  | — | — | — | —  |
|             | Worcester Sharks           | AHL         | 65  | 20 | 27 | 47  | 41  | —  | — | — | — | —  |
| 2012–2013   | Worcester Sharks           | AHL         | 65  | 9  | 16 | 25  | 12  | —  | — | — | — | —  |
| 2013–2014   | San Jose Sharks            | NHL         | 36  | 1  | 1  | 2   | 4   | —  | — | — | — | —  |
|             | Worcester Sharks           | AHL         | 13  | 3  | 4  | 7   | 9   | —  | — | — | — | —  |
| 2014–2015   | Chicago Wolves             | AHL         | 25  | 5  | 3  | 8   | 11  | —  | — | — | — | —  |
|             | Worcester Sharks           | AHL         | 35  | 9  | 9  | 18  | 4   | —  | — | — | — | —  |
| NHL totalt  | NHL totalt                 | NHL totalt  | 87  | 3  | 3  | 6   | 22  | —  | — | — | — | —  |
| AHL totalt  | AHL totalt                 | AHL totalt  | 302 | 68 | 91 | 159 | 133 | 11 | 2 | 3 | 5 | 10 |
| NCAA totalt | NCAA totalt                | NCAA totalt | 154 | 14 | 31 | 45  | 78  | —  | — | — | — | —  |